# The Living Daylights (film)
The Living Daylights is de vijftiende James Bondfilm, geproduceerd door EON Productions, met Timothy Dalton als James Bond. De film is uitgebracht in 1987. Hij is gebaseerd op het gelijknamige korte verhaal uit de verhalenbundel Octopussy and The Living Daylights uit 1966.

## Verhaal
Aan het begin van de film trachten de drie Britse agenten 007, 002 en 004 per parachute te landen op het schiereiland Gibraltar, om de verdediging te testen. 002 wordt vrijwel direct gevangengenomen door de SAS. 004 wordt echter door een onbekende aanvaller vermoord. 007, James Bond, is getuige van het incident en zet de jacht in op de moordenaar, die eindigt in een dodemansrit met een met explosieven afgeladen Land Rover. Bond ontsnapt met zijn reserveparachute terwijl de moordenaar omkomt in de exploderende auto.
Bond assisteert bij de overloop naar het westen van de KGB-officier, generaal Georgi Koskov (Jeroen Krabbé), in Bratislava. Bond moet voorkomen dat eventuele scherpschutters Koskov neer zullen schieten. Koskovs ontsnapping vindt kort na een concert plaats, en Bond en zijn collega Saunders (Thomas Wheatley) herkennen de scherpschutter als een jonge celliste. Bond gelooft niet dat ze een professionele moordenares is, en schiet haar geweer uit haar hand, waarop ze letsel oploopt. Koskov wordt via Oostenrijk naar Engeland gebracht, waar hij M en minister Frederick Gray vertelt dat de nieuwe KGB-leider, generaal Leonid Pushkin, de doctrine van Smertj Sjpionam nieuw leven heeft ingeblazen: hij geeft hun een grote dodenlijst, vol namen van westerse spionnen. De moord op 004 hoorde hier ook bij. Kort daarna dringt een moordenaar genaamd Necros (Andreas Wisniewski) Koskovs schuilplaats binnen en ontvoert hem.
Het lijkt erop dat Koskov weer in handen van de KGB gevallen is, en M geeft Bond opdracht om Pushkin te liquideren. Bond, die Pushkin persoonlijk kent, twijfelt aan de waarheid van het verhaal. M wilt 008 uit Hong Kong halen en Bond op twee weken verlof sturen. Bond zegt dat hij de opdracht zelf wilt uitvoeren en gaat op pad. Via Moneypenny komt Bond achter de identiteit van de celliste. Van Q krijgt hij een winterklare Aston Martin V8 Vantage en reist af naar Bratislava om de jonge celliste, Kara Milovy (Maryam d'Abo), op te sporen. Vlak nadat Bond Kara op het spoor heeft, wordt zij gearresteerd door de KGB. Haar cellokist blijft in de tram achter en wordt door Bond meegenomen. In de cellokist vindt hij het geweer  met losse flodders. Na een bezoekje in haar overhoop gehaalde appartement komt Bond erachter dat Kara de vriendin van Koskov is en dat alles in scene was gezet. Blijkbaar hoopte Koskov dat Bond haar dood zou schieten. Kara treft Bond aan in haar appartement en Bond laat haar zien dat de KGB haar in de gaten houd. Bond offert Kara aan om te ontsnappen, maar de KGB komt hen op het spoor. Na een achtervolging met de Tsjechoslowaakse politie en leger ontsnappen Bond en Kara naar Oostenrijk. In Oostenrijk laat Bond Saunders uitzoeken hoe Koskov aan het geld voor Kara's cello is gekomen. Saunders ontdekt dat de cello betaald is door Brad Whitaker (Joe Don Baker), een Amerikaanse wapenhandelaar in Tanger. Kort daarna wordt Saunders door Necros vermoord, waarbij opnieuw de tekst Smertj Sjpionam wordt achtergelaten. Bond gaat met Kara naar Tanger, onder het voorwendsel dat ze daar herenigd kan worden met Koskov.
In Tanger confronteert Bond generaal Pushkin (John Rhys-Davies), die uitlegt dat hij Koskov wilde arresteren omdat deze regeringsgeld heeft verduisterd. Bond en Pushkin zetten vervolgens een moordaanslag in scène, waarbij Bond Pushkin lijkt te doden. Kara heeft ondertussen echter contact opgenomen met Koskov, die haar wijsgemaakt heeft dat Bond voor de KGB werkt. Bond wordt gevangengenomen door Koskov en naar een legerbasis in Afghanistan gebracht, waar Koskov ook Kara laat opsluiten. Koskov wendt voor op een geheime missie te zijn geweest, en nu hij de "moordenaar" van Pushkin gevangen heeft, is zijn naam gezuiverd. Bond en Kara ontsnappen samen met ene Kamran Shah (Art Malik) die een hoofdman van de Moedjahedien blijkt te zijn. De Moedjahedien hebben geld nodig, en helpen dus een bende gevaarlijke opiumhandelaars. Bond en Kara zijn getuige hoe Koskov met diamanten een grote hoeveelheid opium koopt, waarmee Whitaker een half miljard kan verdienen. Bond verschanst zich aan boord van de vrachtwagen en plaatst een bom tussen de drugs, terwijl de mannen van Shah de basis aanvallen. Bond en Kara vliegen weg met het vliegtuig waar de drugs in liggen, maar Necros is aan boord en valt Bond aan als die de bom wil uitschakelen. Uiteindelijk valt Necros van grote hoogte te pletter, waarna Bond de bom alsnog kan uitschakelen, alvorens een noodlanding over de grens van Pakistan te maken. Koskov ontsnapt.
Met behulp van Pushkin, en CIA-agent Felix Leiter, valt Bond binnen bij Whitaker. Whitaker probeert hem met zijn moderne wapens te doden, maar wordt uiteindelijk door Bond gedood. De KGB arresteert Koskov, die zich eruit probeert te praten, maar Pushkin stuurt hem terug naar Moskou "in een diplomatenkoffer". Aan het einde van de film treedt Kara op in een groot concert in Wenen, nadat generaal Gogol haar een visum heeft verleend. Na afloop heeft Kara een romantisch wederzien met Bond in de kleedkamer.

## Oorsprong titel
De titel The Living Daylights verwijst naar een stukje dialoog. Nadat Bond Kara opzettelijk heeft gemist (en nadat Koskov is kunnen ontsnappen) zegt hij tegen z'n collega Saunders bij de grenscontrole tussen Oostenrijk en Tsjechoslowakije in de auto:
[...] I must have scared the living daylights out of her.

## Filmlocaties
- Pinewood Studios in Londen, Engeland
- Gibraltar
- Stonor House in Stonor, Engeland
- Beachy Head bij Eastbourne, Engeland
- Palais El Mendoub in Tanger, Marokko
- Hotel Ile de France in Tanger, Marokko
- Atlasgebergte in Marokko
- Forbes Museum Tanger
- De luchthaven van Ouarzazate in Marokko
- Weissensee in Karinthië, Oostenrijk
- Prater in Wenen, Oostenrijk
- Wiener Musikverein in Wenen, Oostenrijk (niet correct)
- Dr-Ignaz Seipel Platz Wenen, Oostenrijk
- Maria Theresia platz Wenen, Oostenrijk
- Antonigasse in Wenen, Oostenrijk
- Schloss Schönbrunn in Wenen
- Schlosstheater Schonbrunn in Wenen
- Sofiensaal in Wenen
- Vienna Volksoper in Wenen
- Gasometerin Wenen
- Mojavewoestijn, Verenigde Staten
- Bratislava, Tsjechoslowakije (nu  Slowakije)
- Pakistan

## Rolverdeling

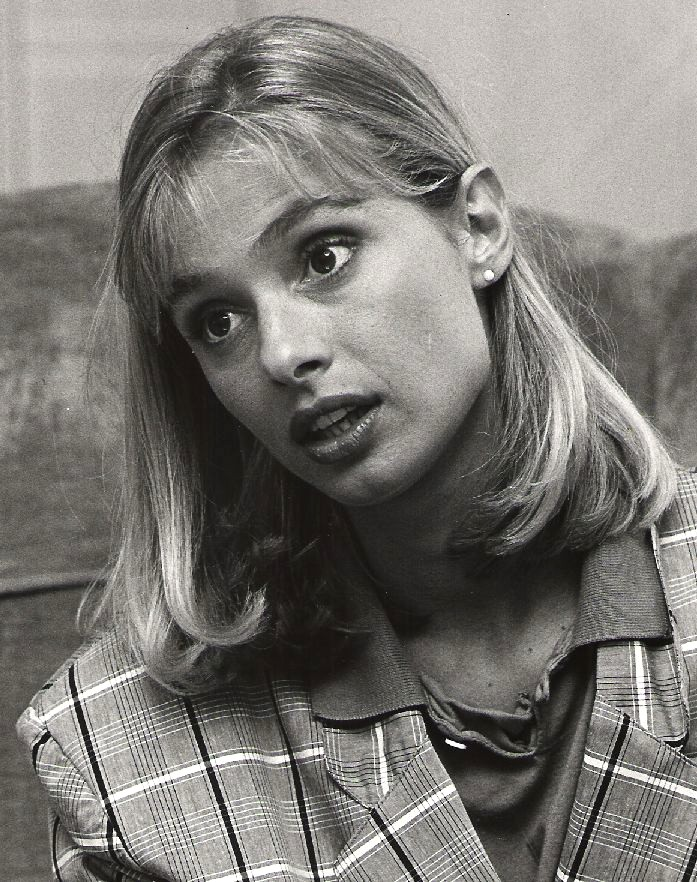
Bondgirl Maryam d'Abo.

| Acteur             | Personage               |
| ------------------ | ----------------------- |
| Timothy Dalton     | James Bond              |
| Caroline Bliss     | Miss Moneypenny         |
| Desmond Llewelyn   | Q                       |
| Robert Brown       | M                       |
| Maryam d'Abo       | Kara Milovy             |
| Jeroen Krabbé      | Georgi Koskov           |
| Joe Don Baker      | Brad Whitaker           |
| John Terry         | Felix Leiter            |
| Geoffrey Keen      | Frederick Gray          |
| Andreas Wisniewski | Necros                  |
| Walter Gotell      | Generaal Gogol          |
| John Rhys-Davies   | Generaal Leonid Pushkin |
| Art Malik          | Kamran Shah             |
| Thomas Wheatley    | Saunders                |

## Filmmuziek
De titelsong van de film, The Living Daylights, werd gezongen door a-ha. De muziek van de film werd voor het laatst gecomponeerd door John Barry.
1. The Living Daylights
2. Necros Attacks
3. The Sniper Was A Woman
4. Ice Chase
5. Kara Meets Bond
6. Koskov Escapes
7. Where Has Everybody Gone
8. Into Vienna
9. Hercules Takes Off
10. Mujahadin And Opium
11. Inflight Fight
12. If There Was A Man
13. Exercise At Gibralter
14. Approaching Kara
15. Murder At The Fair
16. "Assassin" and Drugged
17. Airbase Jailbreak
18. Afghanistan Plan
19. Air Bond
20. Final Confrontation
21. Alternate End Titles

## Trivia
- Dit is de eerste Bondfilm met Timothy Dalton als James Bond. Eigenlijk wilde men Pierce Brosnan voor de rol van Bond maar de Ierse acteur zat vast aan een ander contract. In 1995 zou hij de rol dan toch overnemen van Dalton.
- Dit is ook de eerste Bondfilm met Caroline Bliss als Miss Moneypenny.
- The Living Daylights kwam exact 25 jaar na de eerste Bondfilm, Dr. No, uit.
- Op het einde van de film heeft componist John Barry een cameo als dirigent. Dit is de laatste Bondfilm waarvoor hij de muziek componeerde.
- Dit is tevens de laatste Bondfilm met Geoffrey Keen als minister Gray, en Walter Gotell als generaal Gogol. Gogol zou oorspronkelijk een uitgebreide rol in de film hebben, maar vanwege gezondheidsproblemen ging dit niet door, waarop Gogol werd vervangen door de nieuwe generaal Pushkin.
- De zakken met opium worden vermomd als zakken met medicijnen, met een rood kruis erop. Het Rode Kruis was hier niet blij mee en overwoog zelfs juridische stappen te ondernemen.